# David
|  | Per a altres significats, vegeu «David (desambiguació)». |

Segons la Bíblia, David (hebreu: דוד בן-ישי, David ben Yishay‎) va ser el més gran rei d'Israel. Durant el seu regnat el poble jueu va arribar a la seva màxima esplendor. Va ser rei de Judà durant set anys i sis mesos i rei d'Israel durant trenta-tres anys, segons la cronologia bíblica.

## Orígens
El llinatge de David, descendent de Boaz i de Rut, provenia de Judà. Aquest fill de Jessè, el més jove dels vuit fills homes, també tenia dues germanes o mig germanes. Un dels germans de David va morir sense deixar fills i per això no apareix en els registres genealògics posteriors. No es dona el nom de la mare de David.
Eren una família humil que es dedicava a pasturar els seus ramats. David tenia afició per la música i sabia tocar molt bé algun instrument de corda que havia de ser de corda polsada, i que les diferents traduccions de la Bíblia no es posen d'acord si era una lira, una arpa o una cítara. Consegüentment, tampoc no hi ha acord en la iconografia.

## Triat per Déu
Un dia en temps del rei Saül, el profeta Samuel va presentar-se a casa de Jessè. Va explicar-li que volia conèixer els seus fills. Després de conèixer-los a tots, va ungir amb l'esperit de Jehovà el fill més petit de Jessè, David.
Al cap de poc temps, van arribar uns missatgers del rei per endur-se David a palau. En arribar, Saül li va demanar que restés amb ell per a tocar-li l'arpa durant les nits, ja que no podia dormir i havia sentit a dir que el jove pastor era un molt bon músic. David va acceptar i vivia a cavall de Betlem i el palau del monarca.

## David i Goliat

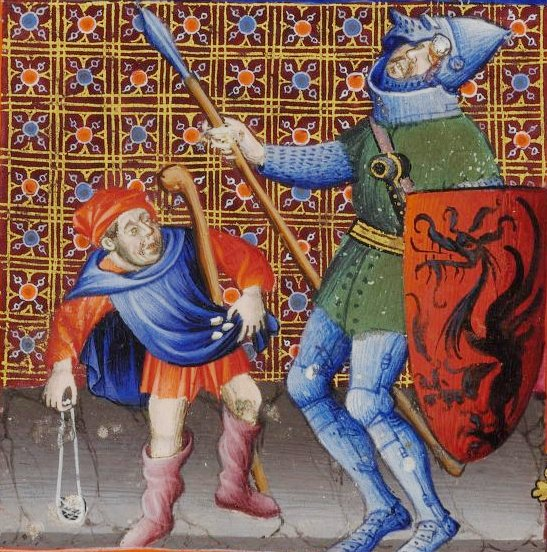
David lluitant contra Goliat (al Breviari de Martí)

Temps després, el seu pare Jessè el va enviar a buscar l'exèrcit israelita per a prendre noves dels seus germans grans Eliab, Abinadab i Ximà. En arribar al lloc de la batalla, va observar que hi havia un gegant filisteu dit Goliat que esperava contrincant, ja que ningú gosava enfrontar-s'hi.
Malgrat ser jove i inexpert en l'art de la guerra i que Goliat feia dos metres i mig, David va fer una pregària a Déu i va demanar permís a Saül per a afrontar el gegant. David explicà que havia matat un lleó i un os amb la fona quan aquestes bèsties van atacar el seu ramat. El rei va donar-li llavors permís per a anar a l'encontre del gegant.
Així, David fou vestit amb una armadura però li era massa pesant i, com que no es podia moure, se la tragué. Va agafar cinc palets d'un torrent que hi havia a prop i va sortir al camp de batalla amb la fona a la mà com a única arma.
Goliat va riure's de David perquè era jovenet, ros i tenia un aspecte delicat. Llavors, el pastor va posar un palet a la fona, va començar a fer-la girar i va disparar contra Goliat. La pedra va anar directament al front del gegant, que va caure a terra. David va anar corrents cap a Goliat, li va agafar l'espasa i li va tallar el cap. Els filisteus van fugir a correcuita espantats però foren perseguits per l'exèrcit de Saül i van ser derrotats.
Després d'aquests fets, Saül va donar un rang alt a David dins l'exèrcit israelita i sempre es feia acompanyar per ell. El fill de Saül, Jonatan va quedar admirat per David i se l'estimava com a si mateix (1Sam, 18:3).

## Saül gelós de David

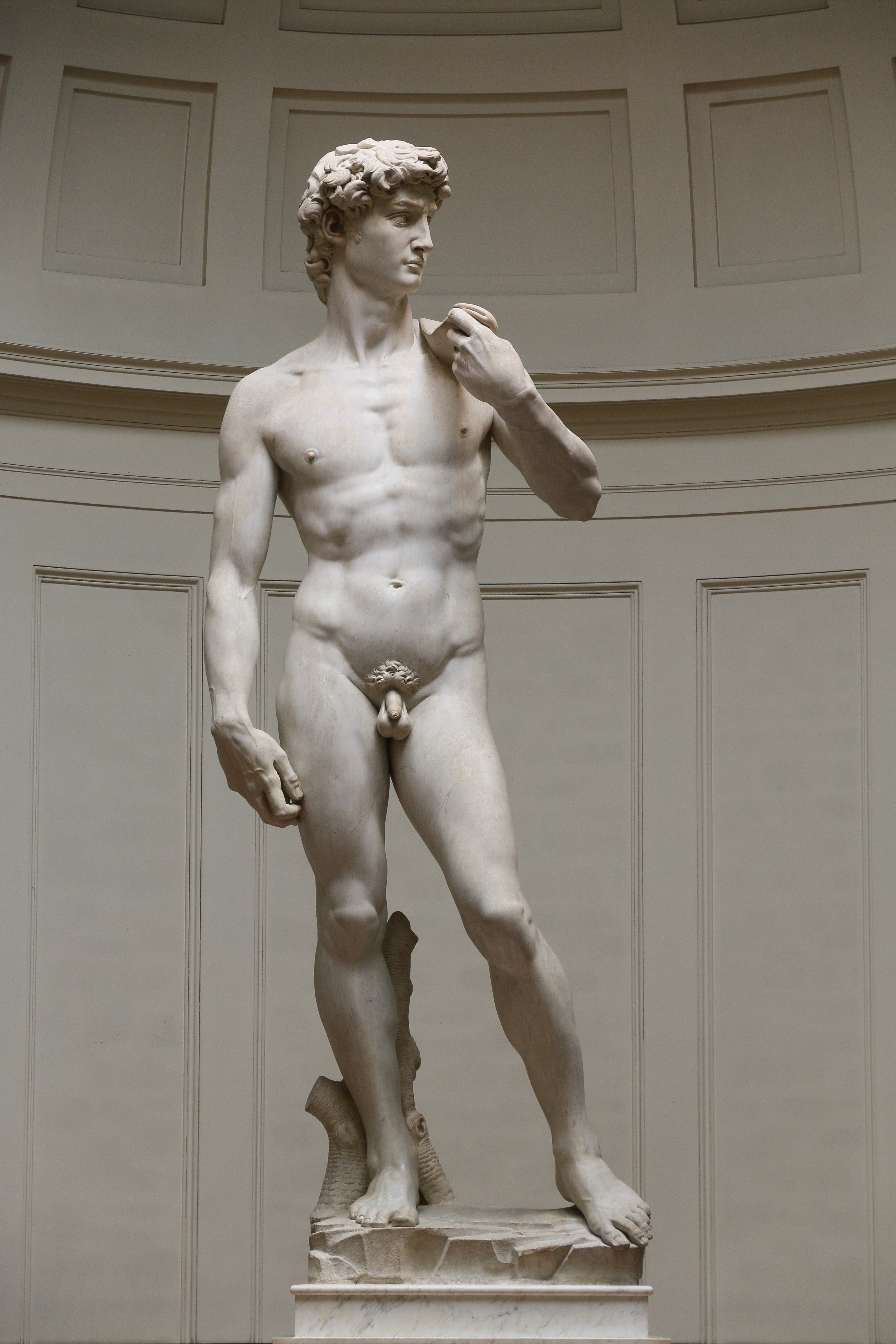
David, Michelangelo, 1500-1504.

Passava el temps i la fama de David era cada cop més gran. Un dia, quan tornaven Saül i David d'una victòria al camp de batalla, el rei va sentir com unes dones cantaven:
| « | Saül n'ha matat milers, i David, desenes de milers! | » |

llavors el rei va començar a mirar malament al jove David.
Poc després, mentre David estava tocant la lira per al trasbalsat Saül, aquest va agafar una llança i, en un moment de ràbia, va disparar-la contra David. La llança va passar a pocs centímetres de David i es va clavar a la paret.
Després d'això, Saül va nomenar David comandant dels exèrcits reials perquè estigués al capdavant de les batalles i hi hagués més possibilitats que morís. Però David tornava de totes les guerres, i tornava victoriós. Així que la seva fama encara va augmentar més.
El rei, decidit a treure's David de sobre, va prometre-li la mà de la seva filla gran Merab si li portava cent prepucis de filisteus. David va fer una expedició i va tornar amb dos-cents prepucis tallats de filisteus. Aleshores, Saül va negar-li la mà de la seva filla gran. Però va resultar que la filla petita Mical estimava en secret David i va demanar al seu pare per casar-s'hi ella. D'aquesta manera fou com David es casà amb Mical i esdevingué gendre de Saül.
Un dia estant al palau tocant l'arpa, de nou Saül va llençar-li una llança. Aquest cop David hagué d'esquivar-la i fugir corrents cap a casa. De nit, la seva esposa Mical el despertà i l'aconsellà que fugís perquè el rei havia enviat sicaris a assassinar-lo. Mical va ajudar-lo a depenjar-se per la finestra i va ficar al llit el terafim (l'estàtua de l'ídol domèstic). Quan arribaren els enviats van veure que David ja no hi era i ho comunicaren al rei.
David va anar-se'n fins a Ramà, on vivia Samuel i li va explicar que Saül havia intentat matar-lo diverses vegades. Aleshores, Samuel va convidar David a quedar-se a casa seva. Al cap d'uns dies van arribar uns soldats del rei amb l'ordre de detenir David. A l'entrar al poble els soldats van començar a profetitzar. Això es va repetir fins a tres vegades. Després, el mateix Saül en persona va presentar-se allà i li va passar el mateix; el Senyor el va torbar, es va despullar, es va estirar a terra i va començar a profetitzar.

## Exili

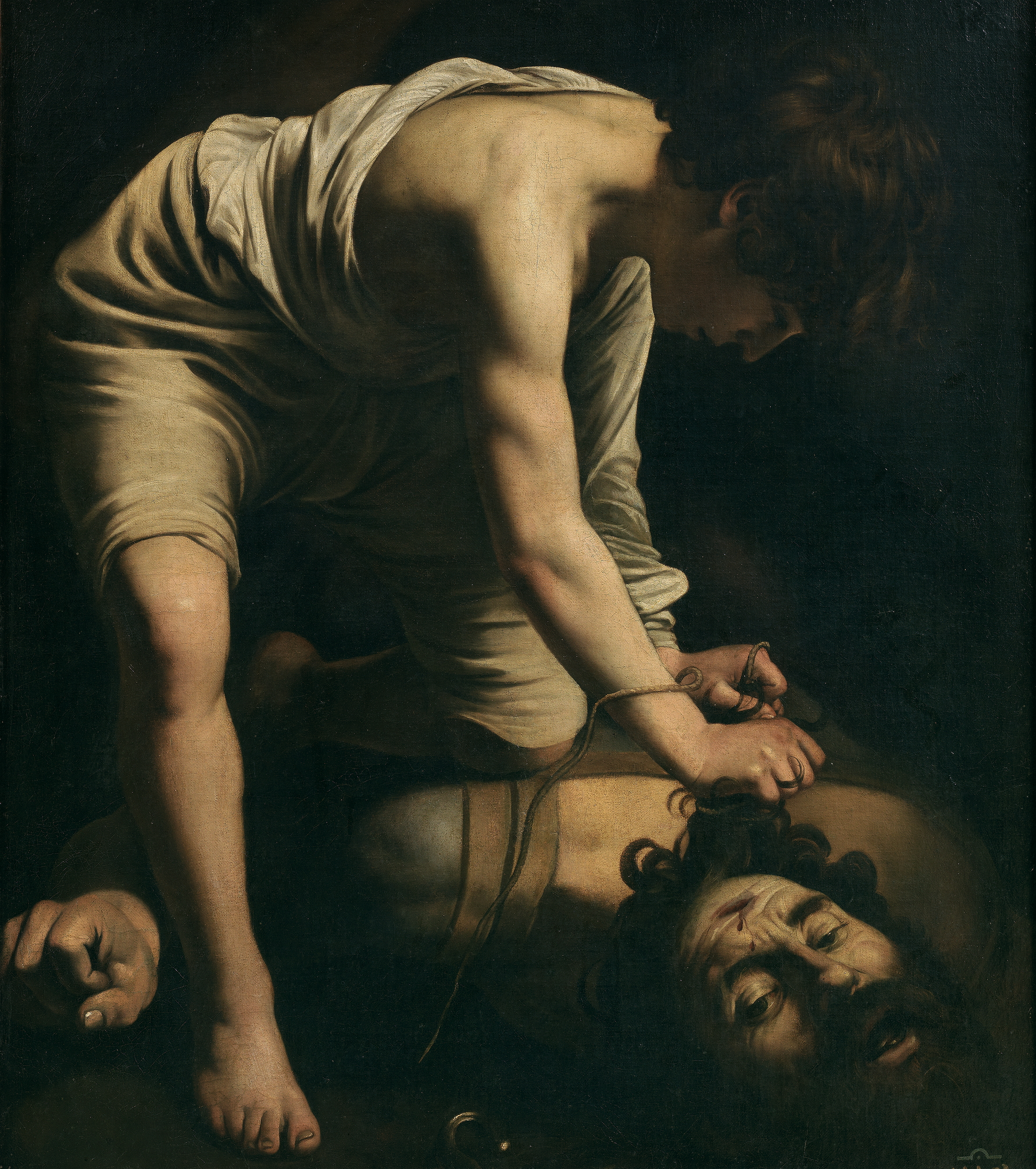
David i Goliat, de Caravaggio, c. 1599. Prado, Madrid

David va marxar cap a la població de Nob, on Ahimèlec, fill d'Ahitub, i altres sacerdots van donar-li menjar i l'espasa que havia pertanyut a Goliat. Després, David va arribar a la ciutat filistea de Gat on s'instal·là. Quan el van reconèixer com al guerrer que va vèncer Goliat, va tenir por de ser assassinat i començar a fer-se el boig.
Aleshores David va marxar d'allà i es va refugiar a una cova prop d'Adul·lam, on va rebre la visita del seu pare Jessè i els seus germans. A poc a poc es van anar unint a ell tota mena d'homes que portaven una vida descarriada i es va fer el seu capitost. Un temps més tard va arribar a la cova Abiatar, fill del sacerdot Ahimèlec i li va explicar que el rei Saül havia matat tots els habitants de Nob, per haver-li donat allotjament quan va fugir del palau reial.
Un dia, Saül va organitzar una expedició de 3.000 homes per capturar David. Estant en un terreny abrupte, Saül va entrar a una cova a fer necessitats i va resultar que David i els seus homes estaven amagats al fons d'aquella gruta. David va tallar la vora del mantell del rei i, quan aquest va sortir, ell es va posar al seu darrere i li va fer una reverència. Aleshores, Saül el va veure, van fer un pacte i van acomiadar-se.
En aquells temps hi havia un home de la tribu de Judà anomenat Nabal que vivia amb la seva esposa Abigail a Maon. Ell era aspre i barroer i ella era assenyada i bonica. David va enviar uns mossos a Nabal demanant ajuda, però ell no en volgué saber res i renegà. Aleshores David i una partida dels seus bandolers van anar a atacar Nabal però just abans d'arribar-hi, Abigail va sortir per suplicar pel seu espòs. Al cap de deu dies però, Nabal va morir d'un atac de cor. Poc després, David va demanar-li la mà a Abigail i aquesta va acceptar.
Un temps després, David i els seus homes van albirar el campament de Saül. David va poder entrar d'amagat i es va introduir a la tenda del rei. Aquest estava dormint i David li agafà la llança i la gerra d'aigua de la capçalera de Saül, i se'n van anar sense que ningú els veiés ni se n'adonés ni es despertés. Un cop fora del campament, va començar a cridar i els guàrdies es van despertar. Aleshores Saül va prometre-li que no el perseguiria més.
David va anar a viure amb les seves dues mullers, Abigail i Ahinóam, i els seus homes a la població filistea de Gat. Allà, el rei Maoc li va concedir la ciutat de Siclag en feu. David va viure en aquell indret un any i quatre mesos durant els quals es va dedicar a fer incursions salvatges contra els gueixurites, els guerizites i els amalequites tot i que al rei Maoc li deia que havia anat contra els quenites o al sud de Judà. Un dia els amalequites van atacar Siclag i van capturar la població com a esclaus, quan David va arribar al poble va començar una persecució dels bandits i va aconseguir salvar tots els ostatges.
Tres dies després d'aquesta incursió va arribar un home a Siclag i els va explicar que el rei d'Israel Saül i el seu fill Jonatan havien mort a Guilboa contra els filisteus.

## David, rei de Judà

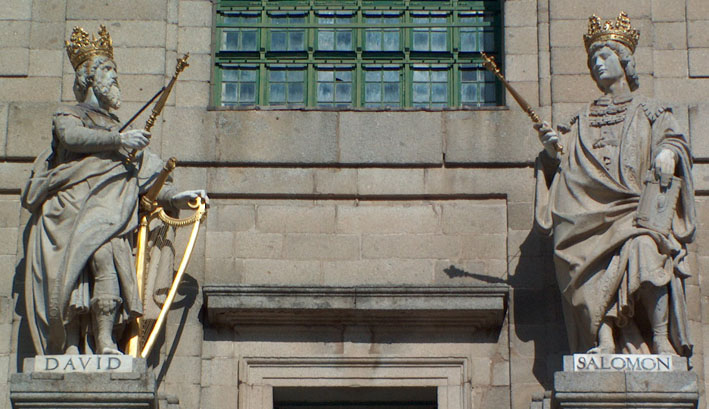
David i Salomó en una escultura de Juan Bautista Monegro a El Escorial

Aleshores, David se'n va anar cap a Hebron, on s'instal·là i fou proclamat rei de Judà. Però l'únic fill supervivent de Saül, Ixbóixet va reclamar la corona del seu pare i es va proclamar rei d'Israel.
Llavors totes les tribus van anar posant-se en favor d'Ixbóixet llevat de la tribu de Judà, que féu costat a David.
Al cap de poc, es van trobar a una font de Gabaon dotze benjaminites favorables a Ixbóixet i dotze seguidors de David. Tots van morir, aleshores l'exèrcit de David i l'exèrcit d'Abner, general d'Ixbóixet, van lliurar una duríssima batalla en què van morir dinou homes de David i tres-cents setanta enemics.
La guerra civil va durar dos anys en què la Casa de Saül s'anava
debilitant i la Casa de David anava guanyant adeptes. Un bon dia, Abner i David van fer un pacte pel qual David esdevindria rei d'Israel sense més sang vessada.
Quan Abner sortia de la trobada, un nebot de David, Joab, el va assassinar perquè creia que tot havia estat una trampa. Quan David ho va saber va ordenar enterrar Abner a Hebron i va maleir Joab i tota la seva família.
Poc després, es van presentar Baanà i Recab, fills de Rimmon, caps d'escamots de l'exèrcit d'Ixbóixet amb el cap del fill de Saül. L'havien assassinat a traïció. David s'enfurismà molt, va fer tallar els peus i les mans a aquells traïdors, els matà i després va enterrar el cap d'Ixbóixet al sepulcre d'Abner.

## David d'Israel
Amb el seu rival mort, les tribus d'Israel van acceptar-lo com a rei. Aleshores, després del dol per Ixbóixet, David fou coronat Rei d'Israel. Encara es va quedar cinc anys i sis mesos a Hebron fins que va aconseguir conquerir la ciutat dels jebusites i va anar a instal·lar-s'hi, Jerusalem.
Poc després, va anar fins a Baalé on hi havia l'Arca de l'Aliança i la feu traslladar cap a Jerusalem, amb la celebració d'unes grans festes. També es va voler recordar del seu amic mort Jonatan, fill de Saül, i va retornar totes les propietats de l'antic rei d'Israel al fill de Jonatan, Mefibóixet.
Llavors David va organitzar un gran exèrcit amb els millors homes de les tribus d'Israel i va anar a combatre els pobles veïns per ampliar els seus dominis; filisteus, moabites, el rei de Sobà, arameus de Damasc, siris, ammonites, filisteus i amalequites, tots van sofrir moltes baixes i finalment es van convertir en vassalls d'Israel. Altres nacions, tement ser envaïts per David, van aliar-se amb ell; el rei d'Hamat, el rei de Tir i els edomites.
Segons el Segons Llibre de Samuel, aquests eren els oficials de David:
- Joab, fill de la germana de David Seruià, era cap de l'exèrcit
- Jehoixafat, fill d'Ahilud, era cronista
- Sadoc, fill d'Ahitud, i Ahimèlec, fill d'Abiatar, eren sacerdots
- Seraià era conseller;
- Benaiahu, fill de Jehoiadà, manava els quereteus i els peleteus
- els fills de David eren sacerdots.

## Rebel·lió d'Absalom
Un temps després, David va saber que Absalom havia mort el seu germanastre Amnon perquè aquest havia violat la seva germana Tamar. Després d'estar un temps a l'exili, Absalom va tornar i, a poc a poc, va anar convencent la gent que li fes costat. Finalment es va autoproclamar rei d'Israel a Hebron.
David va preferir marxar de Jerusalem per evitar un bany de sang. Aleshores, Absalom va traslladar la seva capital d'Hebron a Jerusalem i es va instal·lar al palau del seu pare.
Poc després, els dos exèrcits es van trobar prop d'un bosc i va començar una batalla acarnissada; vint mil homes van morir en un sol dia. Els seguidors de David van guanyar. Absalom veient-se perdut, va agafar una mula que hi havia per allà i va començar la fugida. De sobte, en passar sota una alzina, va enganxar-se-li els cabells a les branques i es va quedar penjat a l'arbre, ja que la mula va continuar corrent.
Joab, en assabentar-se'n, va córrer cap allà i va clavar-li tres llances a Absalom. Els seus escuders van rematar-lo. Després, van llençar el seu cos a un clot del bosc i van abocar-hi un munt de pedres al damunt. David va plorar amargament la mort del seu fill i va retornar a Jerusalem.

## Mort i successió

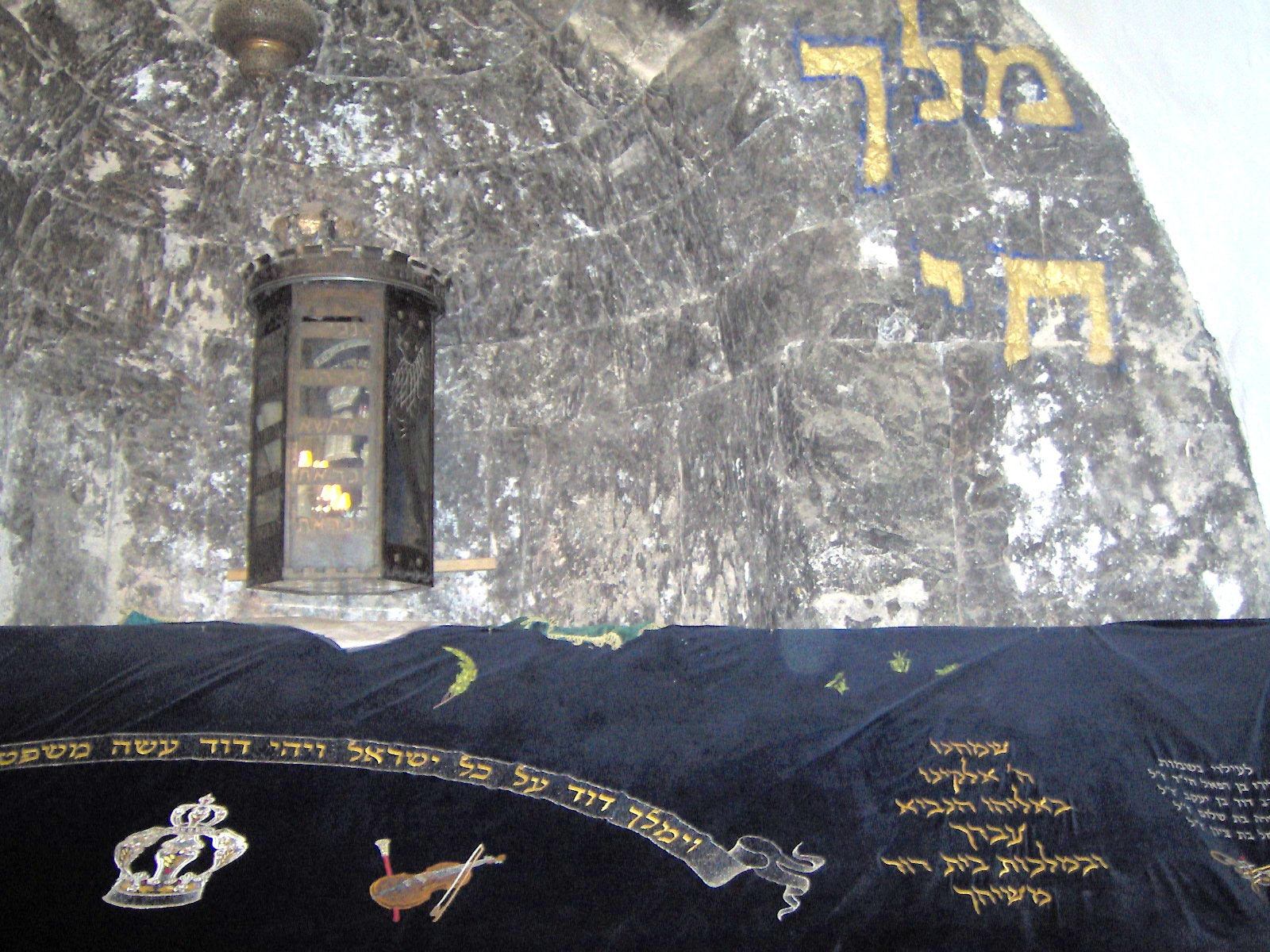
Tomba del Rei David

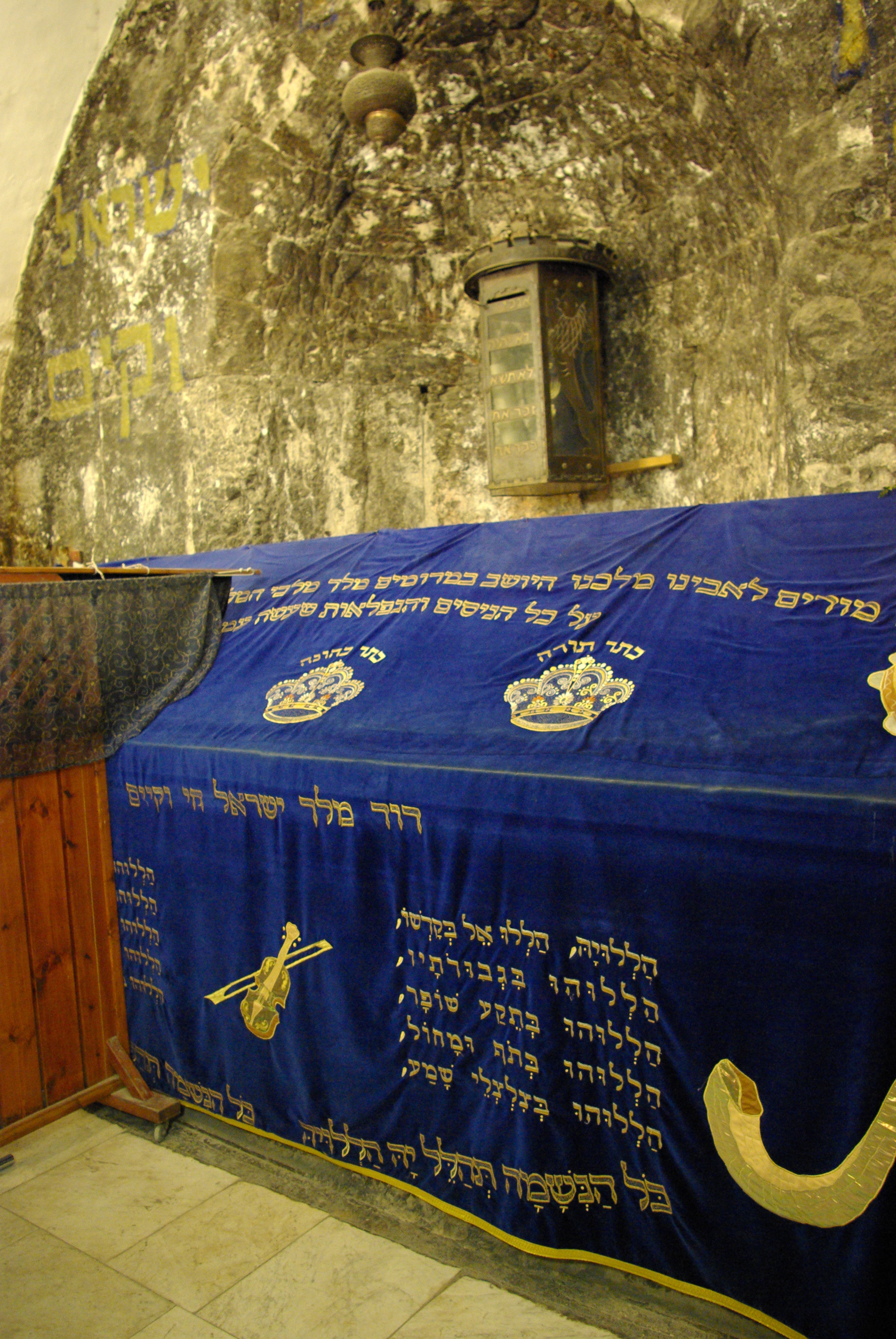
Tomba tradicional del rei al Mont Sió de Jerusalem

Quan David ja era vell i, fatigat per una vida tan agitada, no podia moure's de la seva cambra, el seu fill Adonies actuava de regent. Però també el príncep Salomó d'Israel volia acaparar poder.
David va proclamar hereu seu a Salomó i aquest va ser coronat pel profeta Natan a Guihon uns dies més tard. Quan Adonies va saber-ho, es va presentar al Rei Salomó i li va jurar fidelitat.
Dies més tard, el Rei David va morir i va ser enterrat a Jerusalem.

## La Casa de David
La primera esposa de David fou Mical, filla del rei Saül. Quan David va escapar-se del palau reial per evitar ser assassinat pel seu sogre, aquest va casar la seva filla amb Paltí, fill de Laix. Després de la mort de Saül i Ixbóixet, Mical va ser retornada a David, va viure a Hebron i Jerusalem i va morir sense donar-li cap fill.
En segones núpcies es va casar amb Ahinóam, de Jizreel. Va viure amb David a l'exili i quan van instal·lar-se a Hebron va néixer el seu únic fill:
- Amnon, que va violar Tamar i fou mort per Absalom, en venjança.

La seva tercera esposa fou Abigail. Va conviure amb la segona esposa de David. Va donar-li un fill que nasqué a Hebron:
- Quilab o Daniel

A Hebron va tenir relacions amb altres dones a part de les seves esposes, que li van donar fills naturals:
- Absalom el rebel i Tamar, fills de Maacà, la filla de Talmai, rei de Gueixur
- Adonies, fill d'Haguit
- Xefatià, fill d'Abital

També es casà amb Eglà, qui li va donar un altre fill:
- Itream

Una vegada, ja a Jerusalem, David va veure una dona a Jerusalem anomenada Betsabé, que estava casada amb l'heroi Uries l'hitita, va emportar-se-la cap al palau i va jeure amb ella. Poc després Betsabé va dir-li que estava embarassada d'ell. Aleshores, David va trair a Uries, deixant-lo per sorpresa sol a primera línia de l'exèrcit d'Israel, perquè fos matat fàcilment i amb deshonor. Quan Uries va morir, Betsabé enviudà, i David va tenir via lliure per a quedar-se amb ella. Es va casar i va tenir amb ella dos fills:
- El nadó fruit de l'adulteri, que va morir als set dies d'haver nascut; a causa del pecat comès per David i com el profeta Natan li havia advertit.
- Més tard va néixer un altre que sí que va arribar a l'edat adulta: el futur rei Salomó.
- I encara va tenir amb Betsabé un altre fill, Natan.

Ja com a rei d'Israel instal·lat a Jerusalem, va prendre més concubines amb qui va tenir diversos fills. Amb la seva concubina Batxua, filla d'Amiel, va tenir:
- Xammua o Ximà
- Xobab

Amb la seva neboda Abihail, filla del seu germà gran Eliab va mantenir relacions de les que en nasqué:
- Jerimot, pare de:
  - Mahalat, esposa de Roboam rei de Judà.

Altres fills naturals foren:
- Ibhar
- Elixua
- Nèfeg
- Jafia
- Elixamà
- Eliadà o Baaliadà
- Elifèlet
- Nógah

Quan era ancià li van donar la jove verge Abisag per tenir-ne cura, David però, no va jeure amb ella i solament li va fer companyia els últims dies de la seva vida.

## Historicitat de David
Durant la dècada dels 1980 es va investigar l'àrea antiga de la ciutat de Jerusalem, buscant restes d'edificis de la suposada època en què va viure el rei David, però no es van trobar restes de cap palau ni de cap construcció mínimament important. Amb l'enganyosa informació obtinguda, els arqueòlegs van determinar que, entre els segles XVI i VIII aC només vivien unes 5.000 persones a la zona de Jerusalem, bàsicament pagesos i ramaders.
Però a partir de l'any 2000 s'han fet noves excavacions a l'antiga Ciutat de David, situada al sud de les actuals murades otomanes, on s'han trobat edificis monumentals que demostren que el lloc era, efectivament, la capital d'un gran regne, i no el que pensaven els arqueòlegs anteriors. Les actuals excavacions estan dirigides pels arqueòlegs Eilat Mazar y Shukrun, i els resultats es poden veure a l'enllaç extern publicat al final de la pàgina.
En l'anomenada Pedra de Tal Dan, trobada als Alts del Golan i datada del segle ix aC, s'hi va trobar la inscripció «Casa de David» referida a la família del rei de Judà. De la mateixa època és la Pedra Moabita, trobada el 1868 i on apareix la mateixa inscripció. Aquestes dues proves arqueològiques externes proven l'existència d'un rei David històric i així, juntament amb les modernes excavacions, les teories d'Israel Finkelstein queden completament refutades.